# Castro de Chibanes
Das Castro de Chibanes (während der arabischen Besatzung als Alcaria bekannt) befindet sich auf einem Hügel des Arrábida-Naturparks im Bergland der Serra do Louro in Palmela im Bezirk Setúbal in Portugal. 
Die prähistorische Befestigung wurde im Chalkolithikum (3. Jahrtausend v. Chr.) und von der Bronze- über die Eisenzeit bis in die Römische Kaiserzeit genutzt. Das Castro war, auch wenn Jagd und Gezeitenfischerei in den Flussmündungen dokumentiert sind, auf einer florierenden Wirtschaft aufgebaut. Die Metallurgie von Kupfer war Teil des Handwerks.
Es wird geschätzt, dass die Größe der umwallten Fläche während der Vorgeschichte etwa 1,0 Hektar betrug. Die Bevölkerung von Chibanes bestattete ihre Toten möglicherweise in der nahe gelegenen Nekropole Grutas da Quinta do Anjo.
Die früheste Nutzung des Castros wurde relativ stark zerstört. Vorübergehend vermutlich aufgegeben, wurde es aufgrund der geostrategischen Bedingungen von der zweiten Hälfte der Eisenzeit (3. und 2. Jahrhundert v. Chr.) bis in die Römerzeit erneut genutzt.

## Die Nutzungsphasen
Um das Verständnis zu erleichtern, ist es notwendig, die Nutzung in drei Phasen zu unterteilen:

### Phase I
Chalkolithikum und ältere Bronzezeit. Während der älteren und mittleren Periode wurde eine Mauer mit halbrunden Bastionen errichtet. Die scheint dann teilweise zerstört worden zu sein. In dieser Zeit wurden Strukturen errichtet, von denen einige in der Kupfermetallurgie verwendet wurden.

### Phase II
A) Eisenzeit 3. Jahrhundert v. Chr.
Die Mauer in Form eines Bogens mit einer Länge von etwa 300 Metern war mit runden Bastionen besetzt, deren Lage etwa mit der im Chalkolithikum zusammenfällt. Der ummauerte Bereich war dicht mit quadratischen und rechteckigen Gebäuden bebaut.
B) Römische Periode. Letztes Viertel des 2. Jahrhunderts v. Chr. bis erstes Viertel des 1. Jahrhunderts v. Chr.
Die Mauer, die teilweise über den Erdrutschen der in Phase II hergestellten Wand gebaut wurde, in etwas dickerer Rundbogenform (mit einer maximalen Dicke von etwa 0,8 m), hatte anscheinend eher die Funktion der Begrenzung des Dorfes am Nordhang als der Verteidigung. Am westlichen Ende (vielleicht auch im Osten) wurde ein geradliniges Wandsystem errichtet, das ein Bollwerk bildete. Dies sollte den Zugang durch den Hügelkamm von Louro verteidigen.

### Phase III
Römisch-republikanische Periode. Zweites Viertel und Mitte des 1. Jahrhunderts v. Chr.
Die Gebäude der Phase II A) wurden neu aufgeteilt und das Bollwerk am Westende für Wohnzwecke genutzt.

## Die Artefakte
Es wurden Artefakte gefunden, die dazu beitrugen, die drei Nutzungsphasen zu identifizieren: Chalkolithische Keramik, Glockenbecherkeramik, Amphoren und bemalte Keramikbänder aus der Eisenzeit, Keramik aus der letzten Periode der Eisenzeit und der römischen Zeit. Alle im Gebiet von Chibanes gemachten Funde befinden sich im Nationalmuseum für Archäologie in Lissabon.
In der Nähe des Ortes liegen die Reste des Dorfes Alto da Queimada. Obwohl die Stätte einer späteren Epoche zugerechnet werden kann (römisches, mittelalterliches und islamisches Mittelalter), belegt dies die geographische Bedeutung des Ortes in der Region Palmela.